# Niklas Gudmundsson (handbollsspelare)
Niklas Martin "Gummi" Gudmundsson, född 28 oktober 1983 i Locketorp, Skövde kommun, är en svensk tidigare handbollsspelare (vänstersexa). 

## Klubbkarriär
Niklas Gudmundssons moderklubb är HK Country. Han lämnade klubben efter junioråtren 2002 och spelade sedan två år för IFK Skövde. Efter två proffsår i Norge med Fyllingen och Nit/Hak HK började han spela för Lugi HF 2006. Under hans tio år i Lugi HF (2006–2016) gjorde han 1 171 tävlingsmål, vilket är fjärde flest i lagets historia. Hans största merit var ett SM-silver med Lugi 2014 efter finalförlust mot Alingsås HK. 2016 återvände han till moderklubben och hjälpte till att vinna division 1 och att kvala till allsvenskan.
Efter att Gudmundsson avslutade sin spelarkarriär har han börjat träna ungdomar i IFK Skövde. 2023 blev han assisterande tränare till Anders Hallberg, tidigare lagkamrat i Lugi, i IF Hallby.